# Stikal Peak
Der Stikal Peak (englisch; bulgarisch връх Стикъл wrach Stikal) ist ein 1940 m hoher und felsiger Berg im Ellsworthgebirge des westantarktischen Ellsworthlands. Im Owen Ridge, dem südlichsten Teil des Hauptkamms der Sentinel Range, ragt er 2,3 km südöstlich des Lishness Peak, 5,4 km südwestlich des Marze Peak, 8,7 km nordwestlich des Arsela Peak und 21,83 km östlich bis südlich des Bergison Peak auf. Der untere Abschnitt des Nimitz-Gletschers liegt südwestlich, der Wessbecher-Gletscher nordöstlich von ihm.
US-amerikanische Wissenschaftler kartierten ihn 1961 und 1988. Die bulgarische Kommission für Antarktische Geographische Namen benannte ihn 2014 nach der Ortschaft Stikal im Süden Bulgariens.